# ミュンスターの反乱
ミュンスターの反乱（ミュンスターのはんらん、独: Täuferreich von Münster）は、16世紀の神聖ローマ帝国の都市ミュンスターで発生した再洗礼派の反乱。

## 活動の概要

### ミュンスターの宗教改革
ミュンスター再洗礼派は、1532年から本格化したミュンスターの宗教改革運動から派生した宗教改革急進派の一派である。
ミュンスターで宗教改革が本格化したのは、1532年1月のことであった。既に1530年から、ミュンスター近郊にある聖モーリッツ教会（St. Mauritz）でベルンハルト・ロートマンによって行われた福音主義的説教に、ミュンスターから多くの男女が訪れていたが 、1532年1月にロートマンがミュンスター市内に移住すると、ゲマインハイト（Gemeinheit 市民共同体）やギルドが中心となって、組織的な宗教改革運動が始まった。1月にはゲマインハイトが、4月には全民衆と手工業者が、都市住民の代表である長老とギルド長に、都市の政府である市参事会に対し福音主義の受け入れを要求するよう求めた。
しかし、このようなゲマインハイトやギルドの要求を長老とギルド長が受け入れるようになったのは、ようやく1532年7月のことであった。7月1日に長老によって、全ギルド員とギルド長がギルドの集会所に集められ、市内で福音主義を促進するために市民委員会が結成された。長老とギルド長は、その直後の7月11日から連日、市参事会に市民委員会の要求を伝えるなど、攻勢を強めた。そのため、7月15日に市参事会は、彼らの要求を受け入れ、長老、ギルド長、ゲマインハイトと、市内で宗教改革を進めるための同盟を結成することに同意した。8月10日には、市内の全ての教区教会で、福音派説教師が任命されるなど、市内で宗教改革が実行された。
市内で宗教改革が実行されたことで、ミュンスター市は、彼らの上位権力であるミュンスター司教との対決を余儀なくされた。ミュンスター市とミュンスター司教は、8月から継続的に外交交渉を続けていたが、ミュンスター市が一向に市内の宗教改革を復旧しないことに業を煮やした司教は、10月になると市民の牛の押収や道路封鎖などの実力行使に踏み切った。その後、司教による市民財産没収や道路封鎖を止めさせるよう、市参事会は司教との交渉を続けたが、上手く行かなかったため、12月にミュンスター市民はミュンスター司教が滞在していた近郊都市テルクテ（Telgte）を襲撃した。軍事的敗北を喫したミュンスター司教は妥協を余儀なくされ、ヘッセン方伯の仲介で、1533年2月14日にミュンスター市内での宗教改革を認める宗教協定が結ばれた。これによって、市内での宗教改革が公認された。
この時期の事件史的経緯については、以下の文献を参照のこと。

### 三宗派分裂
1533年2月の宗教協定でミュンスター市内における福音主義が公認されると、3月3日の市参事会員選挙で、福音派市民が、市参事会員職を独占し、ミュンスター市で福音主義体制が確立された。
しかし、その直後の4月頃から、ミュンスター宗教改革の指導的説教師であり、神学的主柱であったロートマンとその仲間の説教師たちが、幼児洗礼批判を説教し始めたことから、市内の住民は再び宗教問題で分裂することになった。幼児洗礼批判は神聖ローマ帝国で死をもって禁じられていた教えであり、カトリックのみならずプロテスタント諸侯も敵に回さねばならない、政治的に極めて危険な教えであった。そのため、市参事会と、ミュンスターの外交顧問となっていたヨハン・ファン・デア・ヴィーク（Johann van der Wieck）は、市内でのロートマンの活動を止めさせようと試みた。彼らは8月7日と8日に洗礼と聖餐をめぐるルター派とロートマン派の討論会を開き、その後説教師たちに洗礼と聖餐に関する説教禁止を命じた。彼らはさらに、9月には市内の滞在を禁止したが、説教師たちを追放することはできなかった。
しかし、11月3日から5日にかけて、市参事会率いるルター派、ロートマン派、カトリック派の三宗派の住民が武装し対峙するという、一触即発の状況に陥ったため、市参事会はロートマン以外のロートマン派説教師を市外に追放し、市内でのロートマンの説教を禁止した。さらに、ヘッセン方伯によって派遣されてきたルター派説教師テオドール・ファブリキウス（Theodor Fabricius）が、聖ランベルティ教会（St. Lamberti）で説教を行い、ロートマンから信徒を引き戻した。彼によって起草された教会規則は、市参事会、全ギルド会議、ゲマインハイトによって受容され、市内でのルター派体制が確立されてきた。
市内でロートマン派説教師が、説教などの司牧を行えなくなると、ロートマン派の住民は、一方では個人の家で集会を開くなど、地下に潜って活動した。他方では、ルター派の礼拝式や説教を妨害するなど、実力行使によって彼らの目的を果たそうとするようになった。彼らの活動を抑えようと、12月15日に市参事会が、公然と市参事会やルター派説教師を非難する説教を行った鍛冶屋職人を、全ギルド会議の同意なしに逮捕すると、宗派にかかわらず全鍛冶屋ギルド員が市参事会に押し寄せ、職人の解放を強要した。これにより市参事会の権威は市内で失墜し、ロートマン派の活動を抑えることが不可能になった。
この時期の事件史的経緯については、以下の文献を参照のこと。

### 再洗礼派共同体の成立
1534年に入り、ロートマン派説教師がミュンスターに帰還すると、1月5日にオランダから来た二人の再洗礼派の使徒によって、市内で成人洗礼が実行され、再洗礼派共同体が成立した。また、洗礼開始から一週間後、オランダから来た再洗礼派使徒ヤン・ファン・ライデン が、ミュンスターに到着した。
こうして、市内での宗派分裂が決定的になると、都市住民は相互不信に陥り、1月29日から30日、さらに2月10日から11日の二度にわたり、都市住民同士が武装対峙し、一触即発の状況に陥った。市内での殺し合いとミュンスター司教による都市の占拠を避けるため、市参事会と長老、ギルド長は市内で信仰自由を認め、事実上市内で再洗礼主義が公認されることとなった。これによりミュンスター市とミュンスター司教の全面戦争が避けられなくなったため、多くの住民が市外に逃亡した。ミュンスター司教が集めた軍勢がミュンスター市を包囲し、再洗礼派側も防衛体制を整えたことで、両者の戦争が始まった。
この時期の事件史的経緯については、以下の文献を参照のこと。

### 再洗礼派統治の始まり
1534年2月23日の市参事会員選挙で再洗礼派が勝利したため、彼らは合法的に都市の統治権を得ることになった。また、2月後半にオランダ再洗礼派の指導者であるヤン・マティス がミュンスターにやって来た。そのため、ヤン・マティス、ヤン・ファン・ライデンというオランダから来た二人の預言者と市参事会が、共同でミュンスターを統治することになった。
再洗礼派指導部は、都市から不浄な者を排除し、聖人の共同体を作るため、2月27日に成人洗礼を受け入れるつもりのない住民を市から追放し、市に残った住民全てに成人洗礼を強制すると布告した。そのため、すでに司教との対決を恐れ多くの住民が市を出て行っていたが、さらに多くの住民が自ら市を離れる、あるいは追放されることとなった。
さらに、市内では財産共有制が導入され始めた。預言者や説教師は、貨幣、金、銀を市庁舎に持ってくるように説教した。しかし、全ての貨幣、金、銀を持ってきたのは住民の一部であり、全てを持ってこなかった者、全く持ってこなかった者もいた。
他方、5月25日には、包囲軍による最初の大規模な襲撃が起こった。再洗礼派たちがこの襲撃を撃退したが、この戦いで包囲軍、再洗礼派双方に多くの犠牲者が出た。
ヤン・マティスは復活祭に終末が訪れると予言していたため、ミュンスターから各地に派遣された使徒たちは、神の罰を免れるために、「新しいエルサレム」であるミュンスターに来るよう各地の再洗礼派たちに呼びかけた。この呼びかけに応じて、数千人の再洗礼派たちがミュンスターラント、オランダ、フリースラント、ブラバント、下ライン地方など北西ヨーロッパ一帯からミュンスターにやってきた。
しかし、復活祭の4月6日にマティスは、わずかな手勢を連れて、市外に飛び出したため、包囲軍の傭兵たちによって殺害された。このように、マティスの予言は失敗に終わり、ミュンスター再洗礼派は、彼らの指導者を失った。
この時期の事件史的経緯については、以下の文献を参照のこと。

### 12長老制時代
指導的預言者だったマティスが殺害されたため、もう一人の預言者であるヤン・ファン・ライデンが指導者になり、統治体制の整備が行われた。彼は、マティスの死は神の意志によるものであり、今後は彼を通じて、神の意志が啓示されると説教した。また、彼は、ミュンスターは既に使徒的教会であり、ミュンスターを模範として、世界が聖化されると述べた。そして、市参事会という都市の伝統的統治機関が廃止され、ヤン・ファン・ライデンによって指名された12人の長老たちが、市内で指導的立場に立った。
その後、市内で一夫多妻制が導入された。市内の成人は皆結婚を義務づけられた。男性は、複数の妻を持つことを推奨された。当時の市内では、成人男性の数が、成人女性の数より、圧倒的に少なかったため、夫を持たない女性が大量にいたが、一夫多妻制の導入により、彼女たちも男性の庇護下に入った。
この一夫多妻制の導入の後、一夫多妻制を含めた市内の制度改革を復旧するためにミュンスターの名望家ハインリヒ・モルレンヘッケ（Heinrich Mollenhecke）が首謀者となった蜂起が起こった。彼らは、ヤン・ファン・ライデンら指導者たちを捕縛することに成功したが、彼らを支持する住民は少なかったため、まもなく鎮圧された。
8月31日には、包囲軍による二度目の大規模な襲撃が行われたが、この襲撃も再洗礼派側の勝利に終わり、包囲軍は多大な犠牲者を出した。
この時期の事件史的経緯については、以下の文献を参照のこと。

### 王制時代
包囲軍による2度目の大規模な襲撃を退けた後、ヤン・ファン・ライデンは、神から啓示を受けたと述べ、王になった。彼は、自らを世界の不正を罰す正義の王だと自認していた。彼は12長老制を廃止し、王の宮廷を開いた。また、彼の王妃も、自らの宮廷を持った。
また、指導層は、ただ神の救いを待つのではなく、市外の再洗礼派の援助を得て、包囲軍を破り、自ら背信の徒を殲滅し、世界の支配権を手中に収めるという計画を進めていた。そのため、10月13日には、市内にいる住民全員が参加した聖餐式が行われ、その際に、預言者ヨハン・ドゥーゼンチューア（Johann Dusentschur）が、宣教のために説教師を周辺の四都市に派遣するよう啓示を受けたため、選ばれた説教師達はそれぞれの目的地へと向かった。しかし、彼らは各地で逮捕され、その後処刑されるなど、説教師派遣は失敗に終わった。
ミュンスター再洗礼派は、さらに武器を持ってミュンスターを救いに来るよう呼びかけるロートマンの著作『復讐について』を各地の再洗礼派に送り、市外からの救援を待った。しかし、10月に派遣された派遣団唯一の生き残りであるハインリヒ・グラエスが、ミュンスター司教側に寝返り、ミュンスターで進められていた陰謀を、司教側に漏らしたため、ヴェーゼル（Wesel）やマーストリヒト（Maastricht）などオランダや下ライン地方で進んでいた再洗礼派による蜂起は、計画段階で露見し、1535年1月以降各地の統治権力によって鎮圧された。また、3月末にオランダで起こった再洗礼派による修道院での立て籠もりや、5月にアムステルダムで起こった再洗礼派の蜂起も鎮圧され、市外からミュンスターに救援が来るというミュンスター再洗礼派たちの希望は完全に打ち砕かれた。
1535年4月になると、ミュンスターの包囲が完成し、もはや市内に食糧を運び込むことは不可能になった。そのため、市内で凄まじい飢餓が起こり、飢餓に耐えかねた住民が、市外に逃亡し始めた。再洗礼派指導部は、わずかな食糧配給、ダンスや音楽などの娯楽、12大公任命による市内の軍事・防衛体制の再編、処刑による裏切りの阻止などで、この苦境を乗り切ろうとした。しかし、結局市内から逃亡した住民の裏切りで、6月25日の夜に包囲軍がミュンスターに侵入し、激しい攻防の末、包囲軍によるミュンスター市の占領、つまり再洗礼派の敗北という結果に終わった。
この時期の事件史的経緯については、以下の文献を参照のこと。

### 占領後

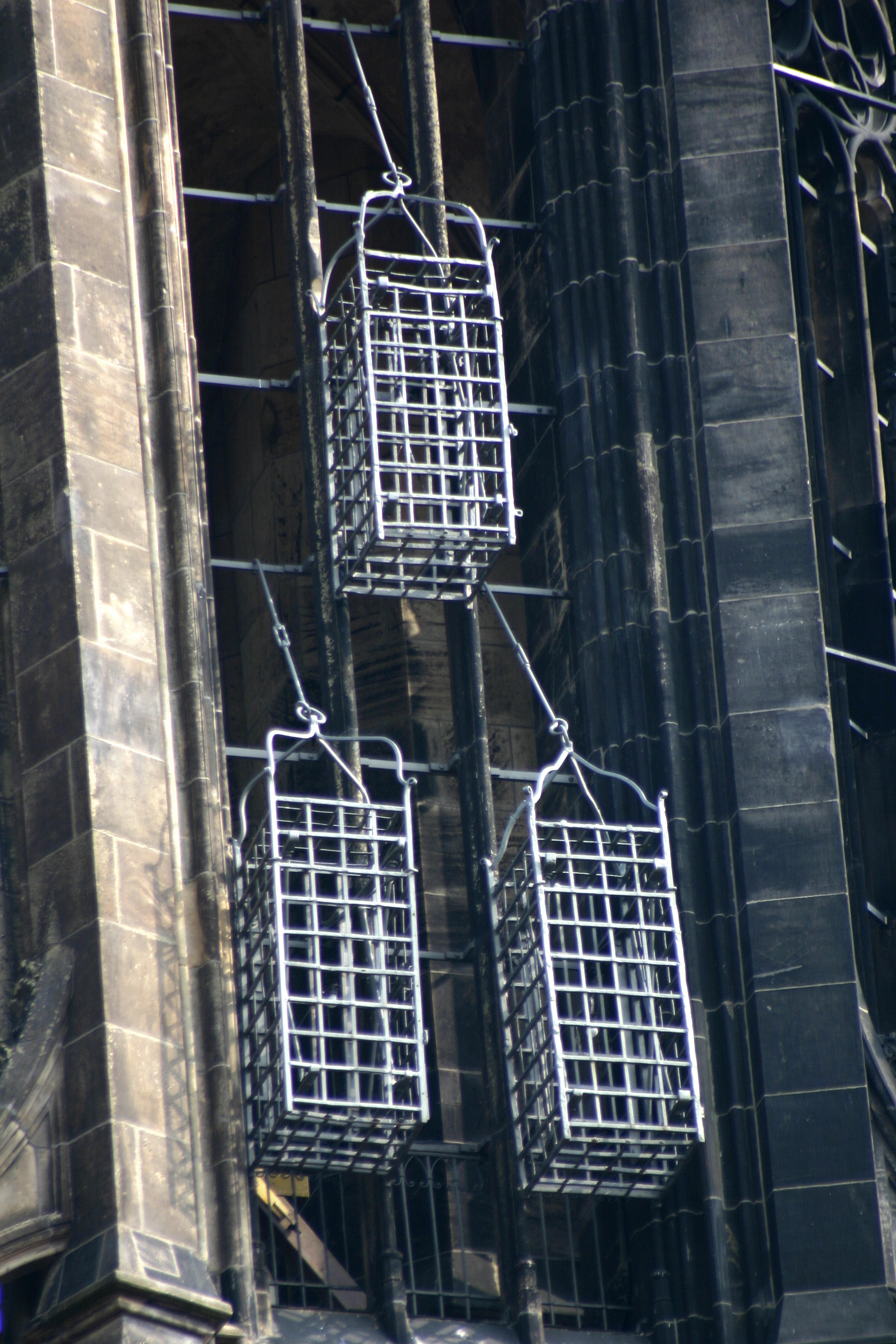
聖ランベルティ教会の塔の檻

ミュンスター占領後は、市内にいた男性のほとんどは殺害された。再洗礼主義から手を切る宣誓を行った一部の女性以外は、市外へ追放された。
再洗礼派指導者ヤン・ファン・ライデン、ベルント・クニッパードルリンク（Bernd Knipperdollinck）、ベルント・クレヒティンク（Bernd Krechtinck）の3人は、拷問を伴う審問を受けた後、1536年1月22日にマルクト広場で処刑された。その遺体は、三つの檻に入れられ、この惨劇を忘れないように、聖ランベルティ教会の塔に吊された。この三つの檻は、現在でも当時のように、教会の尖塔に吊されたままである。

## ミュンスター再洗礼派の社会構造
ミュンスターで再洗礼主義を信奉する傾向が強かったのは、男性よりも圧倒的に女性であった。自発的に成人洗礼を受けた男性が、400〜500人程度であったが、自発的に成人洗礼を受けた女性は男性の約2倍の900〜1000人であった。さらに、オランダや北西ドイツ各地からミュンスターに流入してきた再洗礼派も、男性が500〜600人以下、女性が2000〜3000人程度と、圧倒的に女性に偏っていた。このことから、ミュンスター市内でも、オランダや北西ドイツなど北西ヨーロッパ一帯でも、再洗礼主義を支持したのは、圧倒的に女性であったことが分かる。
再洗礼派がミュンスターの統治権を得た後に市内に残った、元々再洗礼主義を信奉していなかった住民も、圧倒的に女性が多かった。そのため、1534年10月の時点での男性数は約1600人、女性数は4000〜5000人と、市内の女性の数は男性の数の数倍に及んだ。
また、市内には、全人口8000〜9000人と比べて、極端にわずかな1000〜1200人の子供しかいなかった。そのため、市内にいた再洗礼派、さらには市外から流入した再洗礼派の大半は、家族や子供を見捨てた者か、元々子供を持たない未婚者であったことが分かる。
16世紀以来長らくミュンスター再洗礼派運動に参加したのは、主に貧窮した下層民であったと見なされてきた。しかし、1973年に出版されたカール＝ハインツ・キルヒホフの研究は、ミュンスター司教による財産没収リストを使って、ミュンスター再洗礼派の財産階層が貧困層に偏っていたわけではないことを示し、伝統的な見方を覆した。
しかし、中上層と下層男性が再洗礼派統治期のミュンスター市内に残った比率を算定した2008年の永本哲也の研究では、市内に残った下層男性の比率は、市内に残った中上層男性の比率よりも、大幅に高かったと結論づけられている。
以上のように、ミュンスターの再洗礼主義は、男性よりも女性、女性の中でも子供を持つ既婚女性よりも、子供を持たない未婚女性、男性の中でも、中上層男性よりも下層男性によってより強く支持されていた。
ただし、ミュンスター再洗礼派の指導的地位は、再洗礼派統治が始まる前と同じように、主に名望家たちによって占められていた。また、ミュンスター再洗礼派の指導部には、市外から流入してきた再洗礼派も参加しており、ミュンスターの地元再洗礼派と市外から来た再洗礼派が、共同で統治を行う体制ができていた。

## 文献

### 史料
- 倉塚平、田中真造他編訳『宗教改革急進派　ラディカル・リフォメーションの思想と行動』ヨルダン社、1972年。（ロートマンの著作『復讐について』収録。）
- ハインリヒ・グレシュベク、C. A. コルネリウス編、倉塚平訳『千年王国の惨劇　ミュンスター再洗礼派王国目撃録』平凡社、2002年。（Cornelius 1853 の翻訳。ミュンスター再洗礼派統治期に関する最も信頼できる史料。）

- Cornelius, C. A. (Hg.), Berichte der Augenzeugen über das münsterische Wiedertäuferreich. Die Geschichtsquellen des Bistums Münster, Bd. 2, Münster 1853, Neudruck 1965. （グレシュベク 2002のオリジナル。）
- Cornelius, C. A., Geschichte des Münsterischen Aufruhrs. 1. Buch, Leipzig 1855.
- Cornelius, C. A., Geschichte des Münsterischen Aufruhrs. 2. Buch. Die Wiedertaufe, Leipzig 1860.
- Detmer, Heinrich, Ungedruckte Quellen zur Geschichte der Wiedertäufer in Münster, in: Zeitschrift für vaterländische Geschichte und Altertumskunde 51, 1893, S. 90-118.（1534年1〜2月の争いに関する最も信頼できる史料。）
- Detmer, Heinrich (Hg.), Hermanni a Kerssenbroch. Anabaptistici furoris Monasterium inclitam Westphaliae metropolim evertentis historia narratio, Erste Hälfte. Die Geschichtsquellen des Bistums Münster 5. Band, Münster 1900.（ミュンスターの宗教改革・再洗礼派に関する基本史料。利用には注意が必要なため、Cornelius 1853,  XLIII-LX を参照すべき. Mackey 2007 という英訳あり。）
- Detmer, Heinrich (Hg.), Hermanni a Kerssenbroch. Anabaptistici furoris Monasterium inclitam Westphaliae metropolim evertentis historia narratio, Zweite Hälfte. Die Geschichtsquellen des Bistums Münster 6. Band, Münster 1899. （同上）
- Mackay, Christopher S. (Hg.), Narrative of the Anabaptist Madness. The Overthrow of Münster, the Famous Metropolis of Westphalia, Leiden/Boston 2007. （Kerssenbrochの著作の英訳）
- Dülmen, Richard van (Hg.), Das Täuferreich zu Münster 1534-1535, München, 1974. （ミュンスター再洗礼派関連史料を抜粋し、現代ドイツ語訳した史料集。）
- Klötzer, Ralf, Die Verhöre der Täuferführer von Münster vom 25. Juli 1535 auf Haus Dülmen. Edition der Protokolle sowie der vorbereitenden Fragenliste, in: Westfälische Zeitschrift 155, 2005, S. 51-92.
- Niesert, Joseph (Hg), Beiträge zu einem Münsterischen Urkundenbuche aus vaterländischen Archiven. 1. Band. Erste Abtheilung, Münster 1823.
- Niesert, Joseph (Hg.), Münsterische Urkundensammlung, Bd. 1, Coesfeld 1826. （再洗礼派の審問記録を大量に収録している史料集。書き起こし間違いが多いので、利用する際はCorneius 1853 , S. 411ff. の修正一覧を必ず参照すべき。）
- Stupperich, Robert (Hg.), Die Schriften der Münsterischen Täufer und ihrer Gegner. 1. Teil. Die Schriften Bernhard Rothmanns, Münster 1970.
- Stupperich, Robert (Hg.), Die Schriften der Münsterischen Täufer und ihrer Gegner. 2. Teil. Schriften von katholischer Seite gegen die Täufer, Münster 1980.
- Stupperich, Robert (Hg.), Die Schriften der Münsterischen Täufer und ihrer Gegner. 3. Teil. Schriften von evangelischer Seite gegen die Täufer, Münster 1983.

### 二次文献
- 倉塚平『異端と殉教』筑摩書房、1972年。（1534年2月以降のミュンスター再洗礼派について触れた貴重な日本語文献。）
- 倉塚平「ミュンスターの宗教改革　―再洗礼派千年王国への道―」(中村賢二郎、倉塚平編『宗教改革と都市』刀水書房、1983年、260-316 頁)。（日本の再洗礼派研究の大家の代表的論文。）
- 倉塚平「ミュンスター千年王国前史 (1)」 (『政経論叢』明治大学政治経済研究所紀要47巻1号、1978年、1-68頁)。
- 倉塚平「ミュンスター千年王国前史（2）」(『政経論叢』明治大学政治経済研究所紀要47巻2/3号、1978年、27-65頁)。
- 倉塚平「ミュンスター千年王国前史（3）」(『政経論叢』明治大学政治経済研究所紀要47巻5/6号、1979年、35-111頁)。
- 倉塚平「ミュンスター千年王国前史（4）」(『政経論叢』明治大学政治経済研究所紀要50巻1号、1981年、39-110頁)。
- 倉塚平「ミュンスター千年王国前史（5）」(『政経論叢』明治大学政治経済研究所紀要52巻3/4号、1984年、1-64頁)。
- 倉塚平「ミュンスター千年王国前史（6）」(『政経論叢』明治大学政治経済研究所紀要53巻1号、1985年、25-77頁)。
- 倉塚平「ミュンスター千年王国前史（7）」(『政経論叢』明治大学政治経済研究所紀要53巻4/5/6号、1985年、225-276頁)。
- 倉塚平「ミュンスター千年王国前史（8）」(『政経論叢』明治大学政治経済研究所紀要54巻1/2/3号、1986年、35-122頁)。
- 倉塚平「ミュンスター再洗礼派王国論（1）」(『政経論叢』明治大学政治経済研究所紀要56巻5/6号、1988年、1-119頁)。
- 永本哲也「宗教改革期ミュンスターの社会運動 (1525-35年) と都市共同体　―運動の社会構造分析を中心に―」(『西洋史研究』新輯第37号、2008年、86-117頁)。（ミュンスター再洗礼派の社会構造を分析した最新研究。）
- 永本哲也「ミュンスター宗教改革運動における市参事会の教会政策　－1525-34年市内外諸勢力との交渉分析を通じて－」(『歴史学研究』876、2011年2月号、20-36, 57頁)。

- Kirchhoff, Karl-Heinz, Die Belagerung und Eroberung Münsters 1534/35. Militärische Maßnamen und politische Verhandlungen des Fürstbischofs Franz von Waldeck, in: Westfälische Zeitschrift 112, 1962, S. 77-170.
- Kirchhoff, Karl-Heinz, Die Täufer im Münsterland. Verbreitung und Verfolgung des Täufertums im Stift Münster 1533-1550, in: Westfälische Zeitschrift 113, 1963, S. 1-109.
- Kirchhoff, Karl-Heinz, Die Täufer in Münster 1534/35. Untersuchung zum Umfang und zur Sozialstruktur der Bewegung, Münster 1973.（ミュンスター再洗礼派の社会構造を扱った金字塔的な研究。永本 2008による批判あり。）
- Kirchhoff, Karl-Heinz, Das Phänomen des Täuferreiches zu Münster, in: Petri, F.(Hg.), Der Raum Westfalen. Fortschnitte der Forschung und Schulußbilanz, Bd. VI, 1, Münster, 1988, S. 277-422. （ミュンスター再洗礼派研究の大家の集大成的研究。）
- Klötzer, Ralf, Die Täuferherrschaft von Münster. Stadtreformation und Welterneuerung, Münster, 1992.
- Klötzer, Ralf, The Melchiorites and Münster, in : Roth, Johan D. and Stayer, James M. (edit.), A Companion to Anabaptism and Spiritualism, 1521-1700, Leiden-Boston 2007, p. 217-256.（英語による最新の概説。）
- Laubach, Ernst, Reformation und Täuferherrschaft, in: Jakobi, Franz-Josef (Hg.), Geschichte der Stadt Münster, Bd. 1., Münster 1993, S. 145-216.（ドイツ語の良くまとまった概説。）
- Schilling, Heinz, Aufstandbewegungen in der Stadtbürgerlichen Gesellschaft des Alten Reiches. Die Vorgeschichte des Münsteraner Täuferreichs, 1525-1534, in: Wehler, Hans-Ulrich (Hg.), Der Deutsche Bauernkrieg 1524-1526, Göttingen 1975, S. 193-238.
- Stayer, James M., Unsichere Geschichte: Der Fall Münster (1534/35). Aktuelle Probleme der Forschung, in: Mennonitische Geschichtsblätter 59, 2002, S. 63-78.（最新の研究史紹介。）

## 関連作品
- 『キング・フォー・バーニング』（原題『König der letzten Tagen (終わりの日の王)』） - テレビドラマ　　ZDF製作、ドイツ、1994年、監督： トム・トエレ、出演：クリストフ・ヴァルツ
- 『Q』 - 歴史小説　　作者：ルーサー・ブリセット、翻訳:さとう ななこ　東京創元社
- 『預言者』（Le Prophète ） ジャコモ・マイアベーアによる5幕のグランド・オペラ、1849年初演。